# キャトルコール
株式会社キャトルコールは、東京都中野区に本社を置く日本のゲームソフトウェア制作会社。

## 概要
コンピュータゲームの開発請負を主な業務とする。元データイーストの開発チームが中心となって設立された。

## 主な作品
- PlayStation 2
  - tsugunai 〜つぐない〜
  - アークザラッド 精霊の黄昏
  - アークザラッドジェネレーション
  - 宇宙刑事魂（プログラミング）
  - SIREN2（一部グラフィック）
  - 決戦3（一部グラフィック）
  - 爆風スラッシュ! KIZNA嵐（一部グラフィック）
- PlayStation Portable
  - イノセントライフ -新牧場物語-(プログラミング)
  - ポータブル・アイランド 手のひらのリゾート
  - 機動戦士ガンダム ギレンの野望 ジオンの系譜
  - 仮面のメイドガイ ボヨヨンバトルロワイヤル
- ニンテンドーDS
  - ななついろ★ドロップスDS タッチではじまる初恋物語
  - スティッチ!DS オハナとリズムで大冒険
  - ドラゴンクエストIV 導かれし者たち（プログラミング）
  - きらりん☆レボリューション（一部プログラミング）
  - かものはしかも。あいまい生活のすすめ
  - DSココロぬりえ
  - メタルマックス3
  - メタルマックス2:リローデッド
  - 特命戦隊ゴーバスターズ（アスペクトとの共同開発）
- Wii
  - SPACE INVADERS GET EVEN〜逆襲のスペースインベーダー〜
  - オプーナ（プログラミング）
- Nintendo Switch
  - ダンジョンエンカウンターズ
- PlayStation 3
  - ナムコミュージアム.comm
    - ゼビウスリザレクション
- PlayStation 4
  - アークオブアルケミスト（3Dモデリング）
  - ダンジョンエンカウンターズ
- ニンテンドー3DS
  - 勇現会社ブレイブカンパニー
  - メタルマックス4 月光のディーヴァ（24Frameとの共同開発）
  - レジェンド オブ レガシー
  - アライアンス・アライブ

## 主要取引先
- ソニー・インタラクティブエンタテインメント
- アルテピアッツァ
- バンダイナムコエンターテインメント
- セガゲームス
- 任天堂
- アスキー・メディアワークス
- エンターブレイン
- フリュー
- タカラトミー
- コンパイルハート
- スクウェア・エニックス